# Heidi Keller
Heidi Keller (* 8. Dezember 1945 in Talling, Hunsrück) ist eine deutsche Entwicklungspsychologin. Sie war bis zu ihrer Pensionierung Leiterin der Abteilung Entwicklung und Kultur am Fachbereich Humanwissenschaften der Universität Osnabrück und der Forschungsstelle Entwicklung, Lernen und Kultur des Niedersächsischen Instituts für frühkindliche Bildung und Entwicklung (nifbe). Sie ist Direktorin von Nevet, the Greenhouse of Context-Informed Research and Training for Children in Need an der Paul Baerwald School of Social Work and Social Welfare an der Hebrew University in Jerusalem.

## Leben
Keller studierte an der Universität Mainz Psychologie mit den Nebenfächern Zoologie, Physiologie, Philosophie und Soziologie. Von 1971 bis 1978 war sie dort wissenschaftliche Assistentin von Albert Wellek. 1975 promovierte sie in Biologie. 1978 war sie als Gast am Lehrstuhl für Medizinische Psychologie der Uni Mainz. Von 1979 bis 1984 war sie Assistentin an der TH Darmstadt. 1982 vertrat sie den Lehrstuhl für Entwicklungspsychologie an der Universität Augsburg. 1984 habilitierte sie sich und erhielt an der Universität Osnabrück die Professur für Entwicklung und Kultur. 2008 übernahm sie zusätzlich die Leitung der Forschungsgruppe Kultur, Lernen und Entwicklung des Niedersächsischen Instituts für frühkindliche Bildung und Entwicklung (nifbe). Seit 2007 ist sie Direktorin von Nevet an der Hebrew University of Jerusalem.

## Fachgebiet
Heidi Keller beschäftigt sich mit dem Zusammenspiel zwischen Biologie und Kultur. Ihre These ist, dass Entwicklung das Interface zwischen Biologie und Kultur darstellt. Speziell geht es in ihrem multikulturellen Forschungsprogramm darum, Entwicklungspfade zu rekonstruieren, die als kulturspezifische Lösungen universeller Entwicklungsaufgaben verstanden werden. Kultur wird dabei verstanden als Summe von Handlungen und Verhaltensweisen sowie deren Repräsentationen, die Menschen teilen, die in ähnlichen soziodemographischen Kontexten leben. In kulturvergleichenden Längsschnittstudien konnte Keller nachweisen, dass die kulturellen Botschaften des Alltagslebens sowohl Geschwindigkeit, Abfolge und Ausdruck von Entwicklungsaufgaben beeinflussen.
Sie engagiert sich sehr für die Realisierung von Multikulturalität in der Kita. Basierend auf wissenschaftlichen Erkenntnissen über unterschiedliche Erziehungs- und Entwicklungsideale in unterschiedlichen Kulturen führt sie Workshops und Seminare durch mit dem Ziel, Wertung durch Neugier zu ersetzen. Erziehungspolitisch vertritt sie die Auffassung, dass Unterschiedlichkeit die menschliche Grundbedingung und eine wertvolle Ressource ist.

## Publikationen
- mit Ype H. Poortinga, Axel Schölmerich (Hrsg.): Between culture and biology. Cambridge University Press, 2002.
- (Hrsg.): Handbuch der Kleinkindforschung. 3. Auflage, Huber, Bern 2003. (Handbook of Infancy Research, 3rd edition)
- Socialization for competence. Cultural models of infancy. In: Human Development. Band 46, Nr. 5, 2003, S. 288–311.
- mit Patricia M. Greenfield, Andrew Fuligni, Ashley Maynard: Cultural pathways through universal development. In: Annual Review of Psychology. Band 54, 2003, S. 461–490.
- mit Relindis D. Yovsi, Jörn Borke, Joscha Kärtner, Henning Jensen, Zaira Papaligoura: Developmental consequences of early parenting experiences. Self regulation and self recognition in three cultural communities. In: Child Development. Band 75, Nr. 6, 2004, S. 1745–1760.
- Cultures of infancy. Erlbaum, Mahwah, NJ 2007.
- Kinderalltag. Springer, Heidelberg 2011.
- mit Jörn Borke: Kultursensitive Frühpädagogik. Kohlhammer, Stuttgart 2014.
- mit Kim A. Bard (Hrsg.): The Cultural Nature of Attachment. MIT Press, New York 2017.